# Vlag van Stellaland
De vlag van Stellaland was de officiële vlag van de kortstondige Republiek Stellaland die bestond van 1883 tot 1885.

## Achtergrond
Stellaland is ontstaan uit een oorlog tussen de Koranna en de Batlapin in het toenmalige Britse Beetsjoeanaland in 1882. Met de hulp van ‘vrijbuiters’ (huurlingen) uit de Kaapkolonie en de Zuid-Afrikaansche Republiek won de Koranna. De Batlapin moesten een deel van hun grondgebied aan hen afstaan, dat de Koranna vervolgens aan de vrijbuiters gaf. Ze noemden het 'Stellaland' ("land van de ster"), naar een komeet die op dat moment zichtbaar was.
In januari 1883 werd een bestuur opgericht om Stellaland te besturen. In augustus 1883 riep het management Stellaland uit tot een onafhankelijke republiek. Onafhankelijkheid was van korte duur, want in februari 1885 bezetten Britse troepen, na meer dan een jaar van politiek getouwtrek, het gebied. Stellaland en heel Bechuanaland werden vervolgens tot Brits protectoraat verklaard.
Sindsdien is Stellaland een administratief district, dat momenteel deel uitmaakt van de provincie Noordwest. De naam 'Stellaland' wordt officieel niet meer gebruikt, hoewel het nog steeds de naam is van de plaatselijke krant, de rugbybond, een school en andere instellingen.

## Officiële vlaggen
De vlaggeschiedenis van Stellaland is enigszins ingewikkeld en heeft tot verwarring geleid onder 20e-eeuwse schrijvers.
Gedurende de korte tijd dat de vrijbuiters aan de macht waren, waren er drie vlaggen:
- een blauwe vlag met een rode ster erop, die werd gebruikt voor de uitroeping van de republiek;
- een groene vlag met een witte ster erop, de nationale vlag van de republiek;
- een groene vlag met het Wapen van Stellaland erop, wat de 'standaard' van het management was.

### Blauwe vlag met rode ster (1883)
Het bestaan van deze vlag wordt vermeld in een rapport in de "Diamond Fields Advertiser" van januari 1883.

### Groen vlag met witster (ca. 1883–1885)

Stellalandse vlag

Er zijn onder meer veel aanwijzingen dat dit de nationale vlag was:
- het staat, samen met het wapen van Stellaland, op een officieel document uitgegeven in 1884;[4]
- een voormalig lid van de directie, Groot Adriaan de la Rey, verwees in 1898 naar "de vlag die we hadden aangenomen namelijk één groen doek met één ster erin";[5]
- Mevrouw Christina Doms, weduwe van een ander bestuurslid, beschreef de vlag in 1924 als "één ster in wit gestikt op één groen veld";[6]
- een van de ex-vrijbuiters, Charles Dennison, publiceerde een boek over Stellaland waarin hij de vlag omschreef als "groene achtergrond en witte ster" en deze op de omslag afbeeldde.[7]

Sommige moderne naslagwerken vermelden andere versies van deze vlag, b.v. groen met een 6- of 8-puntige ster, of groen met een gele ster. Geen van de betrokken auteurs citeert de bronnen van zijn informatie, en deze verslagen lijken onnauwkeurig.
Stellaland wilde fuseren met de naburige staat Land Goosen om een 'Verenigde Staten van Stellaland' te vormen, maar hoewel de twee regeringen een verdrag ondertekenden, werd dit nooit uitgevoerd. Als de fusie zou plaatsvinden, zou de vlag twee sterren hebben.

### Groen vlag met wapen daarop (ca. 1883–1885)

Stellalandse vlag

Deze vlag, die bekend stond als 'de standaard', werd door de directie gebruikt en wapperde buiten het magistraatskantoor in Vryburg.
Op 21 augustus 1885, nadat de Britse strijdkrachten Stellaland hadden bezet, besloot de directie de standaard naar koningin Victoria te sturen, met het verzoek of zij hen onder haar bescherming wilde plaatsen. De standaard hing vervolgens in Windsor Castle totdat koning George V hem in 1934 teruggaf aan Zuid-Afrika. Die standaard is in 1935 in die Vryburgse stadsaal geplaas.

## Andere vlag van onbekende oorsprong

Vlag van onbekende oorsprong geassocieerd met Stellaland

Er is ook nog een andere historische vlag (groen en rood met een witte ster erop) die sinds 1952 door verschillende auteurs wordt beschreven als de vlag van de republiek. De oorsprong ervan is echter onduidelijk, maar het lijkt geen officiële vlag te zijn.
De vlag werd voor het eerst onder de aandacht van het publiek gebracht in 1952 in het boek 'Vlaggen over Zuid-Afrika' van Raoul Gerard. Volgens hem heeft iemand in Engeland hem in 1934 aan generaal Jan Smuts gegeven, en na de dood van de generaal (in 1950) heeft mevrouw Smuts de vlag aan het Transvaalse Museum geschenk. Omdat Gerard geen andere Stellaland-vlag vermeldde, werd vervolgens de indruk gewekt dat het de enige Stellaland-vlag was. Latere schrijvers accepteerden het als zodanig en beschreven het in verschillende boeken en artikelen als de vlag van de Republiek Stellaland.

## Soortgelijke vlaggen

? Vlag van Somalië, sinds 1954
? Vlag van Vietnam, sinds 1945
? Vlag van Belgisch-Congo, 1908 tot 1960
? Vlag van de Republiek West-Florida, 1810